# Hanviller
Hanviller – miejscowość i gmina we Francji, w regionie Grand Est, w departamencie Mozela.
Według danych na rok 1990 gminę zamieszkiwało 201 osób, a gęstość zaludnienia wynosiła 23 osoby/km² (wśród 2335 gmin Lotaryngii Hanviller plasuje się na 844. miejscu pod względem liczby ludności, natomiast pod względem powierzchni na miejscu 688.).